# IJsbos
Het IJsbos of IJsbergbos is een natuurgebied in Dilbeek.

## Ligging
Het IJsbos ligt aan de IJsboslaan en strekt zich uit aan beide zijden van de spoorlijn Brussel-Oostende ten noordwesten van de befaamde "Zeventien Bruggen" van Sint-Anna-Pede. De oppervlakte beslaat ongeveer 30 ha. Een stuk van het gebied is toegankelijk via de IJsbosstraat, maar er zijn geen officiële voetwegen en het betreden van de spoorwegberm is gevaarlijk.
Een deel van het bos ging verloren met de uitbreiding van de spoorweg in het kader van het GEN-project, maar er werd compensatie voorzien in de vorm van nieuw natuurgebied. Een deel hiervan, Ter Pede, aan de Roomstraat, wordt beheerd door Natuurpunt Dilbeek.

## Natuurwaarde
Het IJsbos is een gevarieerde zone van bossen, aanplanten en ruigten. Het bevat zeldzaamheden als eenbes, keverorchis, bosrank en daslook. Het is ook de belangrijkste vindplaats van gevlekte orchis in Dilbeek. Heel bijzonder is ook de aanwezigheid van een nest van de rode bosmier.

## Juridisch statuut
- Op het Gewestplan staat het gebied aangeduid als natuurgebied en parkgebied.